# Скрученіжка дрібноуста
{{#ifeq:0|0|{{#if:Funaria microstoma|{{#if:|[[]}}|[[]]}}}}
Скрученіжка дрібноуста (Funaria microstoma) — вид мохів порядку скрученіжкальних (Funariales).

## Поширення
Батьківщиною є Європа, Північна Америка, Південна Америка, Азія, Австралія.
Населяє вологий, часто гравійний, мінеральний ґрунт; від низьких до високих висот.

## Характеристика
Рослини 4–6 мм, світло-зелені. Листки проксимальні 2–3 мм, дистальні листки 4–5 мм, дистально дещо скупчені, від видовжено-ланцетних до зворотноланцетних, вузькозагострені, цілокраї. Коробочкові ніжки зазвичай 20–25 мм, стрункі, гігроскопічні, при висиханні скручуються. Коробочка 1,5–2,5 мм, оберненояйцеподібна, сильно асиметрична і зігнута, нахилена до горизонталі, при висиханні стає борозчатою. Спори 22–27 мкм.